# 科学技術省 (フィリピン)
フィリピン科学技術省 (英語: Department of Science and Technology、DOST、フィリピン語: Kagawaran ng Agham at Teknolohiya) は、フィリピン政府の行政機関。科学技術関連の計画の調整、国家による開発を支援する科学技術分野の計画と政策の策定などを担当している。

## 歴史
DOSTはカルロス・ガルシア大統領時代の1958年6月13日に国家科学開発委員会として設立された。この委員会はガルシア大統領から国の科学技術の状況についての調査を任されたFrank Co Tuli博士の勧告によるフィリピン議会での法の可決の結果、招集された。これは1981年3月17日に国家科学技術局(National Science and Technology Authority、NSTA)に再編され、より広い政策決定と計画実施能が与えられた。
1987年1月30日、コラソン・アキノ大統領時代、NSTAは大統領令128号の署名により内閣省庁に格上げされ、科学技術省となった。

## 役割
1. 包括的な国家科学技術計画の策定・採用し、資金調達と実施を監視及び調査する
2. 国の発展に不可欠と考えられる領域での科学技術の研究開発の促進、支援、必要に応じた実施する
3. 国内技術の開発を促進し適した輸入技術の導入と革新、及びこれらに関して商業段階までの技術開発を実行する
4. 研究開発機能を補完する設計およびエンジニアリング事業を実施する

- 科学技術研究と開発の促進、支援及び必要に応じて成果の移転を行う

1. 農業、工業、運輸、一般市民に必要とされる技術的サービスの促進、支援及び実行する
2. 科学技術分野の情報システムとデータバンクの開発及び維持する
3. 人材教育とインフラや制度の構築を通した科学および技術能力の強化のための計画の開発及び実装する
4. 科学技術分野での国民の意識形成の促進する
5. 政策研究、技術評価、実現可能性と技術面の検討する

## 組織構造
省は科学技術大臣を長とし、4人の次官と3人の次官補がいる。
- 科学技術事業担当次官
- 研究開発担当次官
- 地方担当次官
- 防災・気候変動担当次官
- 金融・法務次官補
- 国際協力次官補
- 事務次官補

## 官庁

### 大学、科学機関
- 国立科学技術アカデミー（英語版） (NAST)
- 国立研究会議 (National Research Council of the Philippines、NRCP)
- 刑事司法大学 (College of criminal justice、CCJ)

### 各分野の審議協議会
- フィリピン農林水産天然資源研究開発協議会（英語版） (PCAARRD)
- フィリピン保健研究開発評議会 (Philippine Council for Health Research and Development、PCHRD)
- フィリピン産業・エネルギー・萌芽技術評議会 (Philippine Council for Industry, Energy and Emerging Technology Research and Development、PCIEERD)

### 研究開発機関
- 先端科学技術研究所（英語版） (ASTI)
- 食料・栄養研究所 (Food and Nutrition Research Institute、FNRI)
- 森林産品研究所 (Forest Products Research Development Institute、FPRDI)
- 産業技術開発研究所 (Industrial Technology Development Institute、ITDI)
- 金属産業研究開発センター (Metal Industry Research and Development Center、MIRDC)
- フィリピン原子力研究所（英語版） (PNRI)
- フィリピン繊維研究所 (Philippine Textile Research Institute、PTRI)

### 科学技術サービス
- フィリピン大気地球物理天文局 (PAGASA)
- フィリピン火山地震研究所 (PHIVOLCS)
- フィリピン・サイエンス高校（英語版） (PSHS)
- 科学技術情報研究所 (Science and Technology Information Institute、STII)
- 科学教育研究所 (Science Education Institute、SEI)
- 科学技術支援協会 (Technology Application and Promotion Institute、TAPI)
- 技術資源センター (Technology Resource Center、TRC)

## 計画
- ハイブリッド・エレクトリック・ロードトレイン（英語版）
- 自動案内軌条式旅客輸送システム計画（英語版）
- DOSTハイブリッド・エレクトリック・トレイン